# 最強でんでん
『最強でんでん』 (さいきょうでんでん Super Snail)は、株式会社QCPlayより配信されているスマートフォン向けゲームアプリ。2022年6月8日サービス開始。基本プレイ無料（アイテム課金制）。
主人公は魔神の襲来により滅亡した地球の救世主として地球の意思によって100年前の地球にタイムスリップさせられた「でんでんむし」の「でんでん」 。
2023年6月9日、1周年を記念したアップデートにより、新たな主人公として「オリオール」の「ぷんぷん」が追加された。
また、主人公の種族選択の画面では「独眼巨人」と言う種族も存在するが、独眼巨人を選択すると地球の意思への冒涜だと言われ灰にされてしまい、再び種族選択の画面に戻る。

## 特記事項
プライバシーポリシーの記述
2022年6月6日時点のプライバシーポリシーに「銀行口座番号、クレジット/デビットカード情報および請求先情報を収集する」という記述があったが、その後6月7日に修正されている。

## ストーリーと主な要素
主なプレイ内容は、主人公であるでんでん、またはぷんぷんは複数のステージを探索し、前述にある地球を滅亡させた魔神の使徒を倒していくものである。
様々なゲームやアニメ、映画のパロディを行っており、ストーリーやクエストの中に見覚えのあるキャラクターが現れることもしばしばある。
頻繁にこのゲームの製作陣である猿Jr.がゲーム内メッセージを送ってきてゲームのメンテナンスやアップデートの予告をしてくれる。

## 外部サイト
- 最強でんでん【公式】🐌✨(@supersnail_jp)
- 【公式】最強でんでん - YouTube
- スマホ向けゲームアプリ『最強でんでん』🐌✨公式アカウント - Instagram

|  |  | この項目は、まだ閲覧者の調べものの参照としては役立たない、コンピュータゲームに関連した書きかけの項目です。この項目を加筆・訂正などしてくださる協力者を求めています（P:コンピュータゲーム/PJ:コンピュータゲーム）。 |